# Список вулиць Львова (К)
Список усіх вулиць Львова, що починаються на літеру К.
У списку вулиці подані за алфавітом. Назви вулиць на честь людей відсортовані за прізвищем і подаються у форматі Прізвище Ім'я і/або Посада. Якщо вулиця названа за цілісним псевдонімом або прізвиськом, то сортування відбувається за першої літерою псевдоніма або імені, тобто Лесі Українки — на літеру Л, Марка Вовчка, Марка Черемшини — на М, Олени Пчілки — на О, Панаса Мирного — на П, Янки Купали — на Я тощо.
Курсивом позначені зниклі вулиці.
Колір фону у списку залежить від типу урбаноніма.
| Назва                         | Тип    | Колишні назви | Район                     | Місцевість                  | Рік затв. | Джерела              |
| ----------------------------- | ------ | --- | ------------------------- | --------------------------- | --------- | -------------------- |
| Кавалерідзе Івана             | вулиця | Келдиша | Сихівський                | Сихів                       | 1992      | ВЛ, ПСВЛ, ІВЛ, ВП, Л |
| Кавказька                     | вулиця | Ґрудецка бочна II, Мєчніка | Залізничний               | Сигнівка                    | 1950      | ВЛ, ПСВЛ, ВП, Л      |
| Кавова                        | вулиця | Пасаж Феллерув, Пасаж Феллерів, Михальчука | Галицький                 | Центр                       | 2022      | ПСВЛ, ВП, Л          |
| Каганця Марка                 | вулиця | Польна (Левандівка); Жвірки, Шашкевичґассе, Нестерова | Залізничний               | Левандівка                  | 1992      | ВЛ, ПСВЛ, ВП, Л      |
| Казахська                     | вулиця | Ґурна, Горішня | Личаківський              | Личаків                     | 1963      | ВЛ, ПСВЛ, ВП, Л      |
| Калинець Ірини                | вулиця | Лонцкєґо, Ешенбахґассе, Лонцького, Брюллова | Франківський              | Новий Світ                  | 2022      | ВЛ, ГМ, Л            |
| Каліча Гора                   | вулиця | Калєча, Калєча бочна, Берґштрассе, Берґнебенґассе, Каліча Бічна, Козака бічна, Козака (част.) | Галицький                 | Цитадель                    | 1992      | ВЛ, ПСВЛ, ВП, Л      |
| Калнишевського Петра          | вулиця | Низинна (част.), Хабарівська | Залізничний               | Левандівка                  | 1992      | ВЛ, ПСВЛ, ВП, Л      |
| Каменярів                     | вулиця | Кляйновска, Кляйнеґассе, Клейновська | Галицький                 | Центр                       | 1946      | ВЛ, ПСВЛ, ВП, Л      |
| Камінна                       | вулиця | Камєнна | Залізничний               | Сигнівка                    |           | ВЛ, ПСВЛ, ВП, Л      |
| Кам'янецька                   | вулиця | Камєнєцка, Подольска, Каменцерґассе, Подільська | Сихівський                | Новий Львів                 | 1944      | ВЛ, ПСВЛ, ВП, Л      |
| Кам'янка                      | вулиця | Хлодна бочна, Кюле Небенґассе, Холодна бічна | Шевченківський            | Кам'янка                    | 1993      | ВЛ, ПСВЛ, ВП, Л      |
| Канівська                     | вулиця | Нова (Богданівка); Каньовска, Кордіанґассе | Франківський              | Богданівка                  | 1944      | ВЛ, ПСВЛ, ВП, Л      |
| Караджича Вука                | вулиця | Воляка, Зорге | Залізничний               | Сигнівка                    | 1992      | ВЛ, ПСВЛ, ІВЛ, ВП, Л |
| Караїмська                    | вулиця | Караїцка, Караімервег, Караїцька, Березнева | Шевченківський            | Підзамче                    | 1991      | ВЛ, ПСВЛ, ВП, Л      |
| Караффи-Корбут Софії          | вулиця | Вулєцка дроґа, Вулецька дорога, Айвазовського | Франківський              | Кульпарків                  | 2022      | ВЛ, ГМ, Л            |
| Карманського Петра            | вулиця | Вєжбова, Ґундуліча, Айзенбрюндльвеґ, Гундуліча, Мічуріна | Сихівський                | Софіївка                    | 1992      | ВЛ, ПСВЛ, ІВЛ, ВП, Л |
| Кармелюка Устима              | вулиця | Клушиньска, Медіцінерґассе, Клушинська | Личаківський              | Личаків                     | 1944      | ВЛ, ПСВЛ, ІВЛ, ВП, Л |
| Карпатська                    | вулиця | | Личаківський              | Снопків                     |           | ВЛ, ПСВЛ, ВП, Л      |
| Карпинця Івана                | вулиця | Кадєцка бочна, Косинєрська, Рембрандтґассе, Косинерська, Солдатська | Франківський              | Вулька                      | 1993      | ВЛ, ПСВЛ, ІВЛ, ВП, Л |
| Кастелівка                    | вулиця | Ліса-Кулі, Шеффельґассе, Матросова | Франківський              | Кастелівка                  | 1992      | ВЛ, ПСВЛ, ВП, Л      |
| Катедральна                   | площа  | вулиця Катедральна; Домкапітельпляц (пляц Капітульни, пляц Катедральни), Капітольпляц, Капітульна, Люксембурґ                                                                                         | Галицький                 | Центр                       | 1991      | ВЛ, ПСВЛ, ВП, Л      |
| Каховська                     | вулиця | Сиґнювка-сьоло, Парафіяльна, Зиґньовер-Пфаррґассе, Парафіяльна | Залізничний               | Сигнівка                    | 1946      | ВЛ, ПСВЛ, ВП, Л      |
| Качали Степана                | вулиця | Ґеримскіх, Чебишева | Личаківський              | Знесіння                    | 1993      | ВЛ, ПСВЛ, ВП, Л      |
| Каштанова                     | вулиця | Пасєкі Личаковскє (част.), Кантарії | Личаківський              | Майорівка                   | 1991      | ВЛ, ПСВЛ, ВП, Л      |
| Квітки-Основ'яненка Григорія  | вулиця | Ченстоховска, Ченстоховська | Залізничний               | Клепарів                    | 1946      | ВЛ, ПСВЛ, ІВЛ, ВП, Л |
| Квітнева                      | вулиця | Чвартакув, Шляґетерштрассе, Чвартаків | Франківський              | Новий Світ                  | 1950      | ВЛ, ПСВЛ, ВП, Л      |
| Квітова                       | вулиця | Круля Яна (Замарстинів, част.); Квятова | Шевченківський            | Підзамче                    | 1944      | ВЛ, ПСВЛ, ВП, Л      |
| Кедрова                       | вулиця | | Шевченківський            | Голоско                     |           | ВЛ, ВП               |
| Керамічна                     | вулиця | Липники, Гончарська | Франківський              | Кульпарків                  | 1958      | ВЛ, ПСВЛ, ВП, Л      |
| Керченська                    | вулиця | Льондзіна, Візенґассе | Личаківський              | Снопків                     | 1946      | ВЛ, ПСВЛ, ВП         |
| Київська                      | вулиця | Байкова, Штандовска бочна, На Байках, Штауфенґассе | Франківський              | Новий Світ                  | 1950      | ВЛ, ПСВЛ, ВП, Л      |
| Кирила і Мефодія              | вулиця | Курніцка, Длуґоша, Розенштрасе, Ломоносова | Галицький                 | Цитадель                    | 1993      | ВЛ, ПСВЛ, ІВЛ, ВП, Л |
| Кирилівська                   | вулиця | Моринецька бічна | Шевченківський            | Клепарів                    | 1993      | ВЛ, ПСВЛ, ВП, Л      |
| Китайська                     | вулиця | Пасєкі Личаковскє (част.), Пасіки Личаківські | Личаківський              | Майорівка                   | 1958      | ВЛ, ПСВЛ, ВП, Л      |
| Кишинівська                   | вулиця | | Франківський              | Кульпарків                  | 1958      | ВЛ, ПСВЛ, ВП, Л      |
| Кінцева                       | вулиця | Крива (с. Гори, част.) | Личаківський              | Гори                        | 1958      | ВЛ, ПСВЛ, ВП, Л      |
| Кленова                       | вулиця | Медової Печери бічна, Пересади бічна | Личаківський              | Майорівка                   | 1992      | ВЛ, ПСВЛ, ВП, Л      |
| Клепарівська                  | вулиця | Клєпаровска, Кльоппергофґассе, Кузнєцова | Шевченківський            | Клепарів                    | 1990      | ВЛ, ПСВЛ, ВП, Л      |
| Кльоновича Себастіана         | вулиця | Кльоновіча, Ульріх фон Гуттенґассе, Шолохова | Личаківський              | Погулянка                   | 1992      | ВЛ, ПСВЛ, ІВЛ, ВП, Л |
| Княгині Ольги                 | вулиця | Вулецка дроґа, Івашкєвіча, Ріхард Ваґнерштрассе, Івашкевича, Боженка | Франківський              | Вулька, Кульпарків          | 1991      | ВЛ, ПСВЛ, ІВЛ, ВП, Л |
| Княжа                         | вулиця | На Конєц, Копцова, Пульвермаґацінґассе, Історична, Курганна | Галицький                 | Високий замок               | 1993      | ВЛ, ПСВЛ, ВП, Л      |
| Князя Мстислава Удатного      | вулиця | Хасідім, Старозаконна, Флюхґассе | Галицький                 | Центр                       | 1950      | ВЛ, ПСВЛ, ІВЛ, ВП, Л |
| Князя Романа                  | вулиця | Гончарска, Галіцкєґо пшедмєсьця, Старей почти (Почтова стара), Сьвєнтего Шимона, Галіцка (част.), Батореґо, Свердлова, Баторого, Вермахтштрассе, Шимонштрассе, Бордуляка, Ватутіна                    | Галицький                 | Центр                       | 1992      | ВЛ, ПСВЛ, ІВЛ, ВП, Л |
| Князя Святослава              | площа  | Бема, Де Віттепляц, Ярослава Мудрого | Залізничний               | Клепарів                    | 1993      | ВЛ, ПСВЛ, ІВЛ, ВП, Л |
| Князя Ярослава Осмомисла      | площа  | пляц Краковскі, Кракауерпляц, Краківська, 300-річчя Возз'єднання | Галицький                 | Центр                       | 1993      | ВЛ, ПСВЛ, ІВЛ, ВП, Л |
| Кобзарська                    | вулиця | Цетнеровска бочна, Цетнеровска, Цетнерґассе, Цетнерівська | Личаківський              | Цетнерівка                  | 1950      | ВЛ, ПСВЛ, ВП, Л      |
| Кобилиці Лук'яна              | вулиця | Костичева | Франківський              | Кульпарків                  | 1993      | ВЛ, ПСВЛ, ІВЛ, ВП, Л |
| Кобилянської Ольги            | вулиця | Сьвєнтего Марка, Маркусштрассе, Святого Марка | Галицький                 | Центр                       | 1946      | ВЛ, ПСВЛ, ІВЛ, ВП, Л |
| Кобринської Наталії           | вулиця | Макарова | Франківський              | Кульпарків                  | 1992      | ВЛ, ПСВЛ, ІВЛ, ВП, Л |
| Ковалева Степана              | вулиця | Окрентова, Корабельна | Франківський              | Кульпарків                  | 1993      | ВЛ, ПСВЛ, ІВЛ, ВП, Л |
| Ковалика Івана, професора     | вулиця | Заміська (Рясне); Бедзика | Шевченківський            | Рясне                       | 1993      | ВЛ, ПСВЛ, ІВЛ, ВП, Л |
| Ковальська                    | вулиця | Франка (Знесіння) | Личаківський              | Знесіння                    | 1946      | ВЛ, ПСВЛ, ВП, Л      |
| Ковельська                    | вулиця | Попшечна (Знесіння); Внєбовстомпєня, Знесенер Кверштрассе, Внебовстомпєня | Личаківський              | Знесіння                    | 1950      | ВЛ, ПСВЛ, ВП, Л      |
| Коверка Андрія                | вулиця | Пастевна, Кормова | Шевченківський            | Голоско                     | 1993      | ВЛ, ПСВЛ, ІВЛ, ВП, Л |
| Ковжуна Павла                 | вулиця | Сьвєнтей Анни в І дзєльніци, Слюсарска, Сокола, Маяковського, Фалькенштрассе, Спартака; ділянка вулиці між вул. Чайковського та вул. Дудаєва: Бельовскєґо, Рудольф Альтґассе, Бельовського, Глазунова | Галицький                 | Центр                       | 1993      | ВЛ, ПСВЛ, ІВЛ, ВП, Л |
| Ковча Омеляна                 | вулиця | Винниця (від буд. № 31 до вул. Шевченка) | Шевченківський            | Клепарів                    | 2012      | ВЛ, ПСВЛ, ВП, Л      |
| Козацька                      | вулиця | Козацка, Козакенґассе | Личаківський              | Лисиничі                    | 1944      | ВЛ, ПСВЛ, ВП, Л      |
| Козельницька                  | вулиця | Козельніцка, Мессештрассе | Сихівський                | Новий Львів                 | 1944      | ВЛ, ПСВЛ, ВП, Л      |
| Козика Михайла                | вулиця | Соліковскєґо, Соліковського, Давидова | Личаківський              | Личаків                     | 1992      | ВЛ, ПСВЛ, ІВЛ, ВП, Л |
| Козловського Олександра       | вулиця | Телеграфна, Навчальна | Сихівський                | Сихів                       | 1993      | ВЛ, ПСВЛ, ІВЛ, ВП, Л |
| Кокорудза Іллі                | вулиця | Моджейовскєй, Адміраль Шпееґассе, Моджеєвської, Осипенка | Франківський              | Новий Світ                  | 1992      | ВЛ, ПСВЛ, ІВЛ, ВП, Л |
| Колесси Філарета, академіка   | вулиця | Убоґіх, Вроновскіх, Мондштрассе, Вроновських, Вчительська | Галицький                 | Цитадель                    | 1971      | ВЛ, ПСВЛ, ІВЛ, ВП, Л |
| Коліївщини                    | площа  | пляц Жидовскі, пляц Векслярскі, Векслерпляц, Векслярська | Галицький                 | Центр                       | 1950      | ВЛ, ПСВЛ, ВП, Л      |
| Колійна                       | вулиця | Колійова | Сихівський                | Козельники                  | 1993      | ВЛ, ПСВЛ, ВП, Л      |
| Колісна                       | вулиця | | Сихівський                | Сихів                       | 1962      | ВЛ, ПСВЛ, ВП, Л      |
| Колодзінського Михайла        | вулиця | Киснева | Сихівський                | Козельники                  | 1993      | ВЛ, ПСВЛ, ІВЛ, ВП, Л |
| Колодійська                   | вулиця | Івашкєвіча (Замарстинів); Колодзєйска | Шевченківський            | Замарстинів                 | 1944      | ВЛ, ПСВЛ, ВП, Л      |
| Колодязна                     | вулиця | Зелена бічна | Сихівський                | Пирогівка                   | 1962      | ВЛ, ПСВЛ, ВП, Л      |
| Коломийська                   | вулиця | Теслюка | Сихівський                | Сихів                       | 1993      | ВЛ, ПСВЛ, ВП, Л      |
| Колоскова                     | вулиця | Спадзіста (Збоїща) | Шевченківський            | Збоїща                      | 1958      | ВЛ, ПСВЛ, ВП, Л      |
| Колумба Христофора            | вулиця | Вотивна, Вотівґассе | Личаківський              | Личаків                     | 1946      | ВЛ, ПСВЛ, ІВЛ, ВП, Л |
| Кольберга Оскара              | вулиця | Марії Маґдалєни, Марії Магдаліни, Чайкіної | Франківський              | Новий Світ                  | 1992      | ВЛ, ПСВЛ, ІВЛ, ВП, Л |
| Комаринця Теофіля             | вулиця | Дилєвскіх, Бахштрассе, Дилевських, Мініна | Франківський              | Вулька                      | 1993      | ВЛ, ПСВЛ, ІВЛ, ВП, Л |
| Кондратюка Юрія               | вулиця | Косцюшки бочна (Левандівка); Фольварчна, Дворова | Залізничний               | Левандівка                  | 1963      | ВЛ, ПСВЛ, ІВЛ, ВП, Л |
| Кондукторська                 | вулиця | Кондукторска, Шаффнерґассе | Франківський              | Богданівка                  | 1944      | ВЛ, ПСВЛ, ВП, Л      |
| Кониського Олександра         | вулиця | Пєкарска ніжша, До Сакраментек, Охронек, Камервеґ, Охронок, Каммервеґ, Дем'яна Бідного | Личаківський              | Погулянка                   | 1991      | ВЛ, ПСВЛ, ІВЛ, ВП, Л |
| Коновальця Євгена             | вулиця | 29 Лістопада, Ґерманенштрассе, 29 Листопада, Енгельса | Франківський              | Новий Світ, Францівка       | 1992      | ВЛ, ПСВЛ, ІВЛ, ВП, Л |
| Конопницької Марії            | вулиця | Кохановскєґо бочна, Ясна, Конопніцкєй, Корняктґассе | Личаківський              | Погулянка                   | 1944      | ВЛ, ПСВЛ, ІВЛ, ВП, Л |
| Конотопська                   | вулиця | Боремєльска, Рейнляндґассе, Боремельська | Франківський              | Новий Світ                  | 1946      | ВЛ, ПСВЛ, ВП, Л      |
| Конюшинна                     | вулиця | | Залізничний               | Білогорща                   | 1958      | ВЛ, ПСВЛ, ВП, Л      |
| Кооперативна                  | вулиця | Спулдзєльча, Ґеноссеншафтґассе, Спулдзельча | Залізничний               | Привокзальна                | 1946      | ВЛ, ПСВЛ, ВП, Л      |
| Копальна                      | вулиця | Лому, Копальна вижша | Личаківський              | Личаків                     | 1871      | ВЛ, ПСВЛ, ВП, Л      |
| Копача Івана                  | вулиця | Біштана, Сулими бічна | Залізничний               | Богданівка                  | 1993      | ВЛ, ПСВЛ, ІВЛ, ВП, Л |
| Коперника Миколая             | вулиця | Сокольніцка, Шерока, Сьвєнтего Лазаржа, Коперніка, Томіцкєґо, Копернікусштрассе, Томасґассе, Томіцького, Серова                                                                                       | Галицький                 | Центр, Цитадель, Новий Світ | 1944      | ВЛ, ПСВЛ, ІВЛ, ВП, Л |
| Копистинського Теофіля        | вулиця | Бочна Кульпарковскєй дроґі, Мокловскєґо, Осмомислґассе, Мокловського, Бестужева | Франківський              | Богданівка                  | 1992      | ВЛ, ПСВЛ, ІВЛ, ВП, Л |
| Кордуби Мирона                | вулиця | Багрова | Личаківський              | Знесіння                    | 1992      | ВЛ, ПСВЛ, ІВЛ, ВП, Л |
| Корейська                     | вулиця | Просьвіта (Знесіння); Оґоновскіх, Огоновських | Личаківський              | Знесіння                    | 1950      | ВЛ, ПСВЛ, ВП, Л      |
| Корецька                      | вулиця | Сьредня (Знесіння); Гозіуша | Личаківський              | Знесіння                    | 1950      | ВЛ, ПСВЛ, ВП, Л      |
| Корінна                       | вулиця | Нєцала (Замарстинів); Коженна | Шевченківський            | Замарстинів                 | 1944      | ВЛ, ПСВЛ, ВП, Л      |
| Коріятовича Федора            | вулиця | Лисенка (Рясне); Менцинського (Рясне) | Шевченківський            | Рясне                       | 1993      | ВЛ, ПСВЛ, ІВЛ, ВП, Л |
| Корнякта Костянтина           | вулиця | Корняктув, Зальманнштрассе, Корняктів, Ізюмська | Галицький                 | Центр                       | 1950      | ВЛ, ПСВЛ, ІВЛ, ВП, Л |
| Корольова Сергія              | вулиця | Сєрпова, Зіхельґассе, Серпова | Личаківський              | Погулянка                   | 1974      | ВЛ, ПСВЛ, ІВЛ, ВП, Л |
| Коротка                       | вулиця | Крутка, Кутцеґассе | Залізничний               | Привокзальна                | 1944      | ВЛ, ПСВЛ, ВП, Л      |
| Корпанюків                    | вулиця | Прогулкова бічна | Личаківський              | Великі Кривчиці             | 1993      | ВЛ, ПСВЛ, ІВЛ, ВП, Л |
| Корсунська                    | вулиця | Лєруцка, Берестецка, Берестецька | Залізничний               | Сигнівка                    | 1950      | ВЛ, ПСВЛ, ВП, Л      |
| Кортумівка                    | вулиця | Терціарска, Терціарерґассе, Терціарська, Ладозька | Шевченківський            | Клепарів                    | 1993      | ВЛ, ПСВЛ, ВП, Л      |
| Кос-Анатольського Анатолія    | вулиця | | Сихівський                | Сихів                       | 1986      | ВЛ, ПСВЛ, ІВЛ, ВП, Л |
| Косинського Кшиштофа          | вулиця | | Залізничний               | Левандівка                  | 1956      | ВЛ, ПСВЛ, ІВЛ, ВП, Л |
| Космічна                      | вулиця | | Шевченківський            | Збоїща                      | 1958      | ВЛ, ПСВЛ, ВП, Л      |
| Костомарова Миколи            | вулиця | Концік, Бальцера, Бальцерштрассе, Тальштрассе | Галицький                 | Снопків                     | 1946      | ВЛ, ПСВЛ, ІВЛ, ВП, Л |
| Костюшка Тадеуша              | вулиця | Фреснеля, Косцюшкі, Вінтерґассе | Галицький                 | Центр                       | 1944      | ВЛ, ПСВЛ, ІВЛ, ВП, Л |
| Котика Богдана                | вулиця | Добжаньскєґо, Ахтирська, Добжанського, Борсоєва | Личаківський              | Цетнерівка                  | 1997      | ПСВЛ, ІВЛ, ВП, Л     |
| Котка Дмитра                  | вулиця | Бочна Вулєцкєй Дроґі, Бочна Івашкєвіча, Ольшинкі, Брамсґассе, Ольшинки, Грозненська | Франківський              | Вулька                      | 1993      | ВЛ, ПСВЛ, ІВЛ, ВП, Л |
| Котляревського Івана          | вулиця | Набєляка, Шіллерґассе | Франківський              | Новий Світ                  | 1946      | ВЛ, ПСВЛ, ІВЛ, ВП, Л |
| Котлярська                    | вулиця | Котлярска, Котельна | Галицький                 | Центр                       | 1993      | ВЛ, ПСВЛ, ВП, Л      |
| Коциловського Йосафата        | вулиця | Лясковскєґо, Торосєвіча, Стефаникґассе, Торосевича, Матюшенка | Личаківський              | Погулянка                   | 1993      | ВЛ, ПСВЛ, ІВЛ, ВП, Л |
| Коцка Адама                   | вулиця | Лєвіцкєй, Віхсґассе, Левицької, Коцка Василя | Личаківський              | Професорська колонія        | 1992      | ВЛ, ПСВЛ, ІВЛ, ВП, Л |
| Коцюбинського Михайла         | вулиця | Вонвозова, Супіньскєґо, Гартунґґассе, Супінського | Галицький                 | Цитадель                    | 1944      | ВЛ, ПСВЛ, ІВЛ, ВП, Л |
| Кочегарська                   | вулиця | Подколєйова, Глоріяґассе | Залізничний               | Левандівка                  | 1950      | ВЛ, ПСВЛ, ВП, Л      |
| Кошиця Олександра             | вулиця | Белзи (Клепарів); Под Боіскєм, Фуссбалльґассе, Під Боїськом, Сурикова | Шевченківський            | Голоско                     | 1993      | ВЛ, ПСВЛ, ІВЛ, ВП, Л |
| Кошова                        | вулиця | | Личаківський              | Лисиничі                    | 1933      | ВЛ, ПСВЛ, ВП, Л      |
| Кравецька                     | вулиця | Валова бочна, Кравєцка, Шнайдерґассе | Галицький                 | Центр                       | 1944      | ВЛ, ПСВЛ, ВП, Л      |
| Кравса Антіна, генерала       | вулиця | Наступальна бічна | Личаківський              | Великі Кривчиці             | 1993      | ВЛ, ПСВЛ, ІВЛ, ВП, Л |
| Кравченко Уляни               | вулиця | Церкєвна, Балабанґассе, Церковна, Цеткін | Франківський              | Богданівка                  | 1991      | ВЛ, ПСВЛ, ІВЛ, ВП, Л |
| Кравчука Михайла, академіка   | вулиця | Боніфратрув, Бармгерціґебрюдерґассе, Боніфратрів, Ціолковського | Личаківський              | Личаків                     | 1992      | ВЛ, ПСВЛ, ІВЛ, ВП, Л |
| Крайня                        | вулиця | Кранцьова, Кранцґассе | Личаківський              | Знесіння                    | 1946      | ВЛ, ПСВЛ, ВП, Л      |
| Краківська                    | вулиця | Татарска, Краковска, Кракауерштрассе | Галицький                 | Центр                       | 1944      | ВЛ, ПСВЛ, ВП, Л      |
| Красівська                    | вулиця | Персенківка (част.), Камчатська | Сихівський                | Новий Львів                 | 1993      | ВЛ, ПСВЛ, ВП, Л      |
| Краснянська                   | вулиця | Ланова (Кривчиці) | Личаківський              | Великі Кривчиці             | 1962      | ВЛ, ПСВЛ, ВП, Л      |
| Кревецького Івана             | вулиця | Димитрова бічна | Шевченківський            | Замарстинів                 | 1992      | ВЛ, ПСВЛ, ІВЛ, ВП, Л |
| Кременецька                   | вулиця | Садовніцка бочна, Бандурскєґо, Єлінка, Іммельманнґассе | Франківський              | Новий Світ                  | 1946      | ВЛ, ПСВЛ, ВП, Л      |
| Крехівська                    | вулиця | Ненцкєґо, Ненцького, Базарна бічна | Шевченківський            | Клепарів                    | 1993      | ВЛ, ПСВЛ, ВП, Л      |
| Крива Липа                    | проїзд | Пасаж Гаусмана, Дурхляс, Жовтневий проїзд | Галицький                 | Центр                       | 1992      | ВЛ, ПСВЛ, ВП, Л      |
| Кривоноса Максима             | вулиця | Червонеґо кляштору, Артилериї, Театиньска, Шльоссберґерштрассе | Галицький                 | Центр                       | 1944      | ВЛ, ПСВЛ, ІВЛ, ВП, Л |
| Кривчицька дорога             | вулиця | Кшивчицка Дроґа, Кшивтшицер Гауптштрассе | Личаківський              | Великі Кривчиці             | 1944      | ВЛ, ПСВЛ, ВП, Л      |
| Кримська                      | вулиця | 22 Стичня, Ціґельгюттенвеґ, 22 Січня | Галицький                 | Центр                       | 1945      | ВЛ, ПСВЛ, ВП, Л      |
| Крип'якевича Івана, акад.     | вулиця | Пяскова бочна, Ґалля, Колгоспна | Личаківський              | Личаків                     | 1991      | ВЛ, ПСВЛ, ІВЛ, ВП, Л |
| Кричевського Михайла          | вулиця | ділянка вулиці між вул. Городоцькою та вул. Сигнівка: Театральна (Сигнівка); Радзиміньска, Маргаринова                                                                                                | Залізничний               | Сигнівка                    | 1993      | ПСВЛ, ІВЛ, ВП, Л     |
| Кропивницького Марка          | площа  | Солярні, Більчевскєґо, Котляревського, Ганзепляц, Більчевського | Галицький                 | Привокзальна                | 1944      | ВЛ, ПСВЛ, ІВЛ, ВП, Л |
| Кругла                        | вулиця | | Шевченківський            | Голоско                     | 1958      | ВЛ, ПСВЛ, ВП, Л      |
| Кругова                       | вулиця | | Залізничний               | Левандівка                  | 1957      | ВЛ, ПСВЛ, ВП, Л      |
| Круп'ярська                   | вулиця | Крупніча ніжша, Крупніча бочна, Личаковска бочна, Крупярска, Данилоґассе | Личаківський              | Личаків                     | 1944      | ВЛ, ПСВЛ, ВП, Л      |
| Крута                         | вулиця | Ткацка бочна, Жеромскєґо (Замарстинів); Зєліньскєґо, Крента | Шевченківський            | Замарстинів                 | 1946      | ВЛ, ПСВЛ, ВП, Л      |
| Крушельницької Соломії        | вулиця | Крашевскєґо, Шталльштрассе, Крашевського, Чернишевського | Галицький                 | Центр                       | 1993      | ВЛ, ПСВЛ, ІВЛ, ВП, Л |
| Кубанська                     | вулиця | Засцянек, Дибовскєґо, Штольберґґассе, Дибовського | Галицький                 | Снопків                     | 1945      | ВЛ, ПСВЛ, ВП, Л      |
| Кубійовича Володимира         | вулиця | Дроґа до єзуїцкєй цеґєльні, Снопковска бочна, Жижиньска, Людвіґ Янґассе, Жижинська, Гончарова | Галицький                 | Снопків                     | 1992      | ВЛ, ПСВЛ, ІВЛ, ВП, Л |
| Кузневича Григорія            | вулиця | Мєйска, Новаковскєґо, Ярослав Мудриґассе, Новаковського, 8 Березня | Залізничний               | Богданівка                  | 1993      | ВЛ, ПСВЛ, ІВЛ, ВП, Л |
| Кузнярівка                    | вулиця | Кознярувка, Козняроверґассе | Залізничний               | Левандівка                  | 1944      | ВЛ, ПСВЛ, ВП, Л      |
| Кузьми Олекси                 | вулиця | Соколина (част.) | Личаківський              | Майорівка                   | 1993      | ПСВЛ, ІВЛ, ВП, Л     |
| Кука Василя                   | вулиця | Потоцкєґо бочна, Цєпляка, Еппґассе, Цепляка, Жуковського Василя | Франківський              | Новий Світ                  | 2022      | ВЛ, ПСВЛ, ІВЛ, ВП, Л |
| Кукурудзяна                   | вулиця | | Личаківський              | Знесіння                    | 1958      | ВЛ, ПСВЛ, ВП, Л      |
| Куликівська                   | вулиця | На Вульце, Вулєцка бочна, Хлопіцкєґо, Брукнерґассе, Хлопіцького | Франківський              | Вулька                      | 1945      | ВЛ, ПСВЛ, ВП, Л      |
| Куліша Пантелеймона           | вулиця | Слонечна, Зонненштрассе, Сонячна, Ботвіна | Галицький                 | Центр                       | 1992      | ВЛ, ПСВЛ, ІВЛ, ВП, Л |
| Кульпарківська                | вулиця | Сокольніцка, Дроґа Кульпарковска, Ґольдберґерґассе | Франківський, Залізничний | Кульпарків, Скнилівок       | 1944      | ВЛ, ПСВЛ, ВП, Л      |
| Кульчицької Олени             | вулиця | | Залізничний               | Скнилівок                   | 1969      | ВЛ, ПСВЛ, ІВЛ, ВП, Л |
| Купальська                    | вулиця | Калініна (Збоїща); Можайського | Шевченківський            | Збоїща                      | 1993      | ВЛ, ПСВЛ, ВП, Л      |
| Купчинського Романа           | вулиця | Янічка, Другув, Друзів | Шевченківський            | Клепарів                    | 1993      | ВЛ, ПСВЛ, ІВЛ, ВП, Л |
| Курбаса Леся                  | вулиця | Єзуіцка бочна (Сьвєнтеґо Станілава пшечніца), Рейтана, Рейтерґассе, 8 Березня, Морозова | Галицький                 | Центр                       | 1989      | ВЛ, ПСВЛ, ІВЛ, ВП, Л |
| Курильська                    | вулиця | Персенківка (част.) | Галицький                 | Новий Львів                 | 1963      | ВЛ, ПСВЛ, ВП, Л      |
| Курінна                       | вулиця | | Личаківський              | Лисиничі                    | 1962      | ВЛ, ПСВЛ, ВП, Л      |
| Курмановича Віктора, генерала | вулиця | Рульова бічна, Чапаєва | Залізничний               | Білогорща                   | 1992      | ВЛ, ПСВЛ, ІВЛ, ВП, Л |
| Куровця Івана-Теодозія        | вулиця | Боткіна | Франківський              | Кульпарків                  | 2022      | ВЛ, ГМ, Л, РЛМР      |
| Куроня Яцека                  | сквер  | | Галицький                 | Снопків                     | 2018      | РЛМР                 |
| Кутова                        | вулиця | Піярув бочна, Кадиєґо, Кадієго | Личаківський              | Погулянка                   | 1950      | ВЛ, ПСВЛ, ВП, Л      |
| Кучера Романа, академіка      | вулиця | Яховіча, Яховича, Новикова, 16 Квітня | Шевченківський            | Клепарів                    | 1993      | ВЛ, ПСВЛ, ІВЛ, ВП, Л |
| Кушевича Самуїла              | вулиця | Кушевіча, Клубна | Шевченківський            | Підзамче                    | 1993      | ВЛ, ПСВЛ, ВП, Л      |
| Кущова                        | вулиця | Дольна (Збоїща) | Шевченківський            | Збоїща                      | 1958      | ВЛ, ПСВЛ, ВП, Л      |